# Lucho Gatica
Lucho Gatica, pseudonimo di Luis Enrique Gatica Silva (Rancagua, 11 agosto 1928 – Città del Messico, 13 novembre 2018), è stato un cantante, attore e personaggio televisivo cileno.

## Biografia
Orfano di padre da 3 anni, Gatica abbandona gli studi da tecnico dentale per dedicarsi al canto e nel 1949, a soli 21 anni, insieme al fratello Arturo, registra il suo primo album dedicato solamente a delle tonalità locali. La notorietà arriva negli anni cinquanta quando Gatica viene soprannominato "il re del bolero" e incide un disco dietro l'altro tra cui Me importas tu, Contigo en la distancia, Besame mucho, Las muchachas de la Plaza España e Sinceridad.
Negli anni sessanta il successo lo porta a fare molti concerti in Europa in Medio Oriente e nelle Filippine e negli anni settanta si allontana dagli studi di registrazione.
Nel 1996 a Miami, il cantante messicano Luis Miguel tiene un concerto omaggio dedicato a lui.
Nel 2013 la cantante italiana Laura Pausini duetta con Gatica nella canzone Un historia de un amor.